# Phêrô Kiều Công Tùng
Phêrô Kiều Công Tùng (sinh ngày 24 tháng 8 năm 1964) là một giám mục Công giáo người Việt Nam. Ông hiện đang đảm nhận chức vụ Giám mục Chính tòa Giáo phận Phát Diệm và chuyên viên Uỷ ban Phụng Tự trực thuộc Hội đồng Giám mục Việt Nam. Trước khi được bổ nhiệm chức giám mục, ông là linh mục thuộc linh mục đoàn của Tổng giáo phận Thành phố Hồ Chí Minh, Chưởng ấn Tòa Tổng giám mục Thành phố Hồ Chí Minh. Khẩu hiệu Giám mục của ông là Cùng đi trong Thần Khí (tiếng Latinh: Spiritu ambulemus). Trong tư cách là nhạc sĩ, ông chọn bút danh Cung Trầm.
Giám mục Tùng sinh năm 1964 trong một gia đình Công giáo có thân phụ qua đời khi ông chưa đầy một năm tuổi. Năm 1975, việc khởi đầu con đường tu học bị gián đoạn, và cậu Tùng theo học chương trình phổ thông, tốt nghiệp Kỹ sư Nông nghiệp. Cậu sau đó theo học Khóa III Đại chủng viện Thánh Giuse Sài Gòn, và được truyền chức linh mục năm 1999.
Sau khi trở thành linh mục cho Tổng giáo phận Thành phố Hồ Chí Minh, linh mục Tùng được cử làm linh mục phụ tá giáo xứ Bùi Phát và đảm nhận chức vụ này cho đến năm 2003. Giai đoạn từ năm 2004 đến năm 2009, ông du học Hoa Kỳ và tốt nghiệp với ba văn bằng: Thạc sĩ Khoa học Xã hội (M.A.), Thạc sĩ Mục vụ Thánh Nhạc và Thạc sĩ Thần học. Trở về Việt Nam, ông được bổ nhiệm đảm nhận chức linh mục phụ tá Nhà thờ Đức Bà Sài Gòn. Ông đã đảm nhận chức vụ này trong thời gian ngắn trước khi đảm nhận vai trò Giáo sư Đại chủng viện Thánh Giuse Sài Gòn, kể từ năm 2010. Từ năm 2016, ông kiêm nhiệm thêm chức Chưởng ấn Tòa Tổng giám mục.
Ngày 25 tháng 3 năm 2023, Tòa Thánh công bố Giáo hoàng Phanxicô bổ nhiệm linh mục Tùng làm Giám mục Chính tòa Giáo phận Phát Diệm. Lễ đón tiếp tân giám mục tại giáo phận được tổ chức vào sáng ngày 5 tháng 5 năm 2023, trong khi nghi thức Tuyên xưng Đức Tin được cử hành chiều ngày 15 và lễ tấn phong giám mục được cử hành sáng ngày 16 tháng 5 năm 2023 tại Nhà thờ chính tòa Phát Diệm.

## Thân thế và tu tập
Giám mục Kiều Công Tùng sinh ngày 24 tháng 8 năm 1964, tại Thủ Đức, thuộc Giáo xứ Cao Thái, Tổng giáo phận Sài Gòn. Nguyên quán của ông thuộc giáo xứ Cao Mộc, xã Đồng Tiến, huyện Quỳnh Phụ, tỉnh Thái Bình, thuộc Giáo phận Thái Bình. Song thân phụ ông chỉ có hai người con trai và giám mục Tùng là con út trong gia đình. Ông cũng sinh trưởng trong một dòng họ có nhiều tu sĩ Công giáo: một người bác là linh mục Gioakim Đỗ Duy Thản (bên họ mẹ) và một bác là nữ tu (bên họ cha). Anh ông từng theo học tại Tiểu chủng viện Á Thánh Phụng Long Xuyên niên khóa 1971, sau đó lập gia đình và hiện sinh sống tại Hoa Kỳ. Thân phụ ông qua đời khi ông được 9 tháng tuổi, trong khi thân mẫu ông, tính đến năm 2023 đã 84 tuổi.
Giai đoạn năm 1975, cậu bé Tùng sắp sửa thi vào Tiểu chủng viện Xuân Lộc. Vì thời cuộc, cậu Tùng không theo học chủng viện và ý định đi tu một lần nữa trở lại vào độ tuổi đại học, khi cậu đủ tuổi để ghi danh vào Đại chủng viện. Do ngại ngần và khó mở lời về ý định này với gia đình, linh mục bác Gioakim Thản đã giúp cậu ngỏ lời với thân mẫu và hỗ trợ cậu Tùng ghi danh vào Đại chủng viện Thánh Giuse Sài Gòn. Kiều Công Tùng tốt nghiệp trường Đại học Nông Lâm Thành phố Hồ Chí Minh với văn bằng Kỹ sư Nông nghiệp.
Khởi đầu việc tu học từ tháng 10 năm 1993 bằng việc gia nhập Đại chủng viện Thánh Giuse Sài Gòn, chủng sinh Tùng tu học tại đây cho đến tháng 7 năm 1999. Ông là chủng sinh khóa III của chủng viện này, cùng tu học với ba chủng sinh khác về sau trở thành giám mục là Louis Nguyễn Anh Tuấn, Giuse Đỗ Quang Khang và Giuse Bùi Công Trác. Đây là một việc rất đặc biệt khi có đến bốn giám mục xuất thân từ cùng một khóa Đại chủng viện.

## Linh mục
Phó tế Kiều Công Tùng được truyền chức linh mục ngày 30 tháng 6 năm 1999 tại Nhà thờ Đức Bà Sài Gòn, bởi Tổng giám mục Gioan Baotixita Phạm Minh Mẫn, trở thành linh mục thuộc linh mục đoàn Tổng Giáo phận Thành phố Hồ Chí Minh. Ông chọn cho mình câu tâm niệm đời linh mục là Muôn ngàn đời Chúa vẫn trọn tình thương. Sau khi được truyền chức, tân linh mục Tùng được bổ nhiệm đảm nhận chức linh mục phụ tá Giáo xứ Bùi Phát thuộc Tổng giáo phận này.
Rời xứ Bùi Phát, linh mục Kiều Công Tùng thực hiện mục vụ với tư cách trợ lý giáo sư chủng viện (Docente assistente) tại Đại chủng viện Thánh Giuse Sài Gòn trong thời gian ngắn từ năm 2003 đến năm 2004, trước khi được cử đi du học Hoa Kỳ tại Boston College và Boston University cho đến năm 2009. Trong suốt thời kỳ du học, ông tốt nghiệp Thạc sĩ Khoa học Xã hội (Master of Arts, M.A.), Thạc sĩ Mục vụ Thánh nhạc (Cao đẳng Boston) và Thạc sĩ Thần học chuyên ngành Phụng Tự (Viện Đại học Boston). Hoàn tất việc du học và trở về Việt Nam, ông được bổ nhiệm làm linh mục phụ tá Nhà thờ chính tòa Đức Bà Sài Gòn, và đảm nhận chức vụ này trong thời gian ngắn từ năm 2009 đến năm 2010.
Từ năm 2010, linh mục Kiều Công Tùng tham gia giảng dạy tại Đại chủng viện Thánh Giuse Sài Gòn. Trong thời gian đó, giai đoạn từ năm 2010 đến năm 2016, ông là linh mục nội trú Đại chủng viện. Ngoài giảng dạy tại Đại chủng viện này, ông còn tham gia giảng dạy tại Học viện Công giáo Việt Nam và một số các học viện, dòng tu khác nhau. Từ năm 2016, linh mục Tùng kiêm nhiệm chức Chưởng ấn Tòa Tổng giám mục Tổng giáo phận Thành phố Hồ Chí Minh. Trả lời phỏng vấn báo Giác Ngộ vào tháng 3 năm 2019 về vụ việc liên quan đến linh mục Giuse Trần Đình Long, linh mục Chưởng ấn Kiều Công Tùng cho rằng tình hình ngoài tầm kiểm soát của Tòa Tổng giám mục. Ông nhận định linh mục Long lạm dụng, trái quy định khi cử hành thánh lễ Công giáo, và lưu ý rằng Nhà nước phản ánh việc làm của linh mục Long là trái pháp luật. Linh mục Tùng khẳng định việc thu hút người ta đến bằng cách đặt tay để chữa bệnh, Giáo hội Công giáo không chủ trương việc đó.
Ông từng là thuyết trình viên cho đề tài Bí tích Thánh Thể trong dịp tĩnh tâm linh mục đoàn Giáo phận Phát Diệm vào tháng 5 năm 2021. Đây là lần đầu tiên ông hỗ trợ thường huấn cho các linh mục. Trong nhiệm kỳ 2022 đến 2027, linh mục Kiều Công Tùng là thành viên Ban Tư Vấn, Hội đồng Linh mục và Hội đồng Mục vụ Tổng giáo phận Thành phố Hồ Chí Minh, theo thông báo sau dịp tĩnh tâm linh mục đoàn Tổng giáo phận vào tháng 11 năm 2022. Ngoài vai trò Chưởng ấn (Thư ký Giám mục), linh mục Kiều Công Tùng còn kiêm nhiệm chức vụ Chưởng nghi của Tổng giáo phận Thành phố Hồ Chí Minh. Chức vụ Chưởng nghi đảm nhận các công tác về phụng tự và nghi lễ. Ông cũng là vị quản lý Quỹ Loan báo Tin Mừng, một quỹ đã được lập thời Tổng giám mục Phaolô Bùi Văn Đọc để mua các mảnh đất vùng ven và thiết lập các giáo điểm truyền giáo trong Tổng giáo phận. Nguồn thu của quỹ này ngoài quyên góp còn có vay mượn. Tính đến thời điểm năm 2023, Tổng giáo phận còn thiếu nợ tiền vay dùng cho quỹ. Nhiều giáo dân đã nhờ linh mục chính xứ để lấy lại tiền cho mượn khi nghe tin linh mục Kiều Công Tùng được bổ nhiệm chức giám mục, do lo sợ ông đi nơi khác sẽ trốn nợ.

## Giám mục

### Bổ nhiệm và chúc mừng
Ngày 25 tháng 3 năm 2023, Văn phòng Báo chí Tòa Thánh loan tin Giáo hoàng Phanxicô đã quyết định  bổ nhiệm linh mục Phêrô Kiều Công Tùng, hiện đang là linh mục Chưởng ấn Tòa Tổng giám mục Thành phố Hồ Chí Minh, làm Giám mục Chính tòa Giáo phận Phát Diệm. Cùng trong bản tin này, Tòa Thánh cũng loan tin bổ nhiệm Giám quản Giáo phận Hà Tĩnh Louis Nguyễn Anh Tuấn làm Giám mục Chính tòa giáo phận này, và linh mục Phêrô Lê Tấn Lợi làm Giám mục phó Giáo phận Cần Thơ. Việc bổ nhiệm này đã kết thúc giai đoạn trống tòa kéo dài 3 năm 5 tháng của giáo phận này, kéo dài từ khi Giám mục Chính tòa Giuse Nguyễn Năng được bổ nhiệm làm Tổng giám mục Tổng giáo phận Thành phố Hồ Chí Minh vào năm 2019. Biến cố này cũng gợi nhớ đến biến cố linh mục Gioan Baotixita Nguyễn Bá Tòng, xuất thân từ địa phận Sài Gòn, nay thuộc Tổng giáo phận Thành phố, được bổ nhiệm làm Giám mục Đại diện Tông Tòa Hạt Đại diện Tông Tòa Phát Diệm vào năm 1933. Giáo phận Phát Diệm, theo số liệu năm 2022, có 160.493 giáo dân, 165 linh mục (145 triều và 20 dòng), 523 tu sĩ (177 nam và 346 nữ), 92 đại chủng sinh và 806 giáo lý viên.
Tại giáo phận Phát Diệm, thông báo về việc bổ nhiệm được linh mục Antôn Phan Văn Tự, Đại diện Giám quản Giáo phận Phát Diệm ấn ký thông báo trong cùng ngày. Ngoài việc thông báo về tin bổ nhiệm, linh mục Tự cũng hướng dẫn việc đọc kinh nguyện thánh thể, đề nghị các tín hữu, giáo sĩ cầu nguyện cho giám mục tân cử và thực hiện nghi thức kéo chuông báo tin vui tại toàn bộ các giáo xứ thuộc giáo phận vào ngày 26 tháng 3. Nội dung thư cũng cho biết sẽ thông báo ngày đón tiếp tân giám mục và ngày tổ chức lễ tấn phong sẽ được thông báo sau.
Vào cùng giờ thông tin bổ nhiệm được loan báo, các giám mục, một số linh mục, nữ tu và thân nhân giám mục tân cử đã tổ chức buổi cầu nguyện tại Nhà nguyện Tòa tổng giám mục Thành phố Hồ Chí Minh. Tổng giám mục Giuse Nguyễn Năng nhân dịp này cũng công bố Tân chưởng ấn kế nhiệm Giám mục Tân cử Kiều Công Tùng là linh mục Phaolô Vũ Đỗ Anh Khoa. Tin tức bổ nhiệm được giữ kín với thân nhân Tân giám mục, và lý do mời gia đình tân chức đến Nhà nguyện Tòa Giám mục là Tổng giám mục mời gia đình một bữa cơm. Tại Phát Diệm, các linh mục Đại diện Giám quản Antôn Phan Văn Tự và Phó Đại diện Giám quản Phêrô Nguyễn Văn Hiện, các linh mục, tu sĩ và tu sinh đã tổ chức buổi cầu nguyện tại Nhà Nguyện Tòa giám mục Phát Diệm.

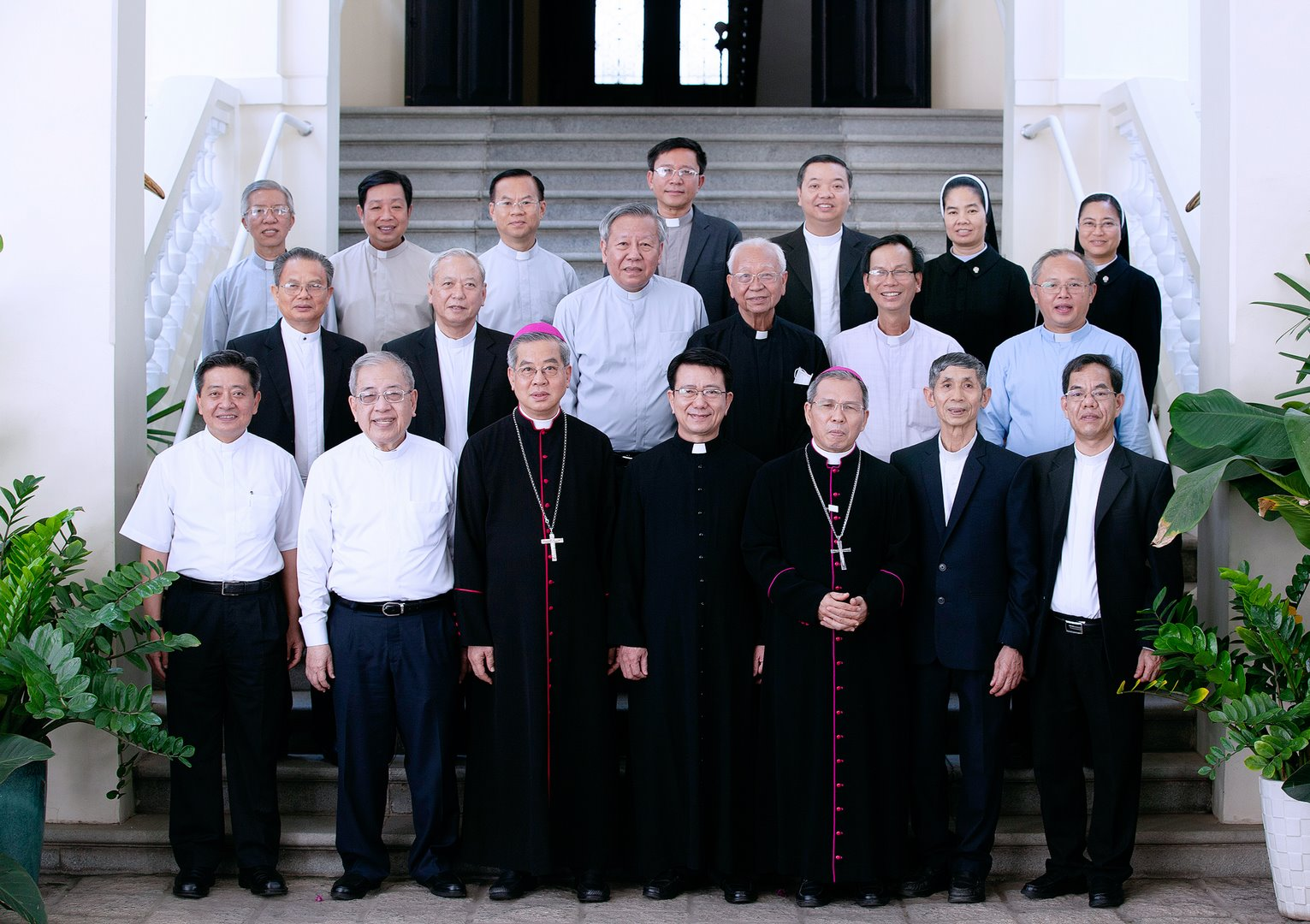
Phái đoàn Phát Diệm tại Tòa Tổng giám mục

Một phái đoàn các linh mục từ Giáo phận Phát Diệm đã đến chào thăm Giám mục Tân cử tại Tòa Tổng giám mục Thành phố Hồ Chí Minh vào ngày 28 tháng 3 năm 2023. Phái đoàn giáo phận Phát Diệm gồm có Đại diện Giám quản Antôn Phan Văn Tự dẫn đầu và các linh mục đảm trách các vai trò tại Phát Diệm như Chưởng ấn, Giám đốc Tiểu chủng viện, Đại diện Tư pháp, Ban tư vấn, truyền thông,... và hai nữ tu Tổng Cố vấn Dòng Mến Thánh giá Phát Diệm. Trong buổi gặp mặt này, Tổng giám mục Nguyễn Năng, Giám quản Giáo phận Phát Diệm cho biết ông và giám mục Tân cử Kiều Công Tùng sẽ dự kiến đến Phát Diệm ngày 31 tháng 3 để bàn thảo chuẩn bị cho lễ tấn phong cho tân giám mục, dự kiến cử hành ngày 16 tháng 5 năm 2023. Trả lời phỏng vấn của Ban Truyền thông Giáo phận Phát Diệm, giám mục Tân cử cho biết ông không đắn đo, tuy có bối rối khi nhận lời đến Phát Diệm, cảm ơn cộng đoàn Phát Diệm đã đón nhận ông, và Ban Tư vấn [Tổng giáo phận Thành phố] đã viết ý kiến giới thiệu ông [cho chức giám mục]. Giáo phận Phát Diệm cách riêng tổ chức cuộc họp vào cuối tuần để chuẩn bị cho lễ truyền chức.

### Các buổi phỏng vấn
Trả lời phỏng vấn Ban Truyền thông Giáo phận Phát Diệm, Giám mục Tân cử Kiều Công Tùng so sánh ông với Abraham, được Thiên Chúa sai đi khi đã lớn tuổi, dù đã biết nơi đến là Giáo phận Phát Diệm nhưng tương lai còn mịt mờ. Ông cho biết ông sẵn sàng vì lòng tin tưởng và phó thác vào Chúa. Trong bối cảnh cuộc phỏng vấn, giám mục Tân cử đã cảm tạ giáo hoàng vì đã bổ nhiệm, trong khi cảm tạ Tổng giám mục Nguyễn Năng vì sự tin tưởng và đề cử. Ông cho biết ông không đắn đo trước sứ vụ mới, do bị thúc đẩy từ mong muốn hỗ trợ công việc mục vụ cho Tổng giám mục Năng khi phải thực hiện công tác mục vụ cho cả hai giáo phận. Ông trả lời vấn ý của Tòa Thánh thông Đại diện Tòa Thánh Marek Zalewski sau một đêm suy nghĩ. Giám mục Tân cử cho biết việc thay đổi môi trường thi hành mục vụ từ thành phố sang vùng quê không phải vấn đề lớn, do ông cho biết cũng chỉ được sinh ra ở vùng ven Sài Gòn và có hiểu biết về nghề nông. Ông cho biết các khác biệt về ngôn ngữ, văn hóa và phong cách phụng tự không phải vấn đề lớn. Giám mục Tân cử cũng cảm thấy mình đã có lợi thế nhất định, khi có thời gian trợ giúp cho Tổng giám mục Nguyễn Năng, người có nhiều kinh nghiệm thi hành các việc mục vụ Công giáo tại Phát Diệm.
Trả lời phỏng vấn báo Người Công giáo Việt Nam, tờ báo trực thuộc Ủy ban Đoàn kết Công giáo Việt Nam, giám mục Tân cử cho biết ông mang tâm tình tạ ơn, tri ân và phó thác khi nhận được thông tin bổ nhiệm làm giám mục Phát Diệm. Giám mục Tân cử cho biết ông có cảm giác "về nguồn", vì tuy sinh trưởng tại miền Nam, nhưng đã được bổ nhiệm quản lý một giáo phận ở miền Bắc (tuy không phải là Thái Bình, nguyên quán của ông). Ông từng bốn lần thăm giáo phận Phát Diệm với tư cách khách mời. Giám mục Tùng nhận định rằng sẽ có khác biệt trong văn hóa, thời tiết vùng miền và tin ông sẽ dần thích nghi với các thay đổi này. Nói về đường hướng quản lý, ông cho rằng qua thời gian bốn năm trống tòa, cộng đoàn tín hữu Phát Diệm cũng bị thiệt thòi ít nhiều, do đó ông mong muốn quy tụ các thành phần giáo dân nhằm xây dựng và phát triển giáo phận.
Trả lời phỏng vấn báo Công giáo và Dân tộc, Giám mục Tân cử Kiều Công Tùng cho biết cảm xúc chung của ông là tạ ơn Thiên Chúa, tri ân Giáo hội, một chút lo lắng và cảm giác "bịn rịn" với hoàn cảnh sống quen thuộc của mình, trong khi cũng "nôn nao" chờ đến ngày chính thức nhận giáo phận Phát Diệm. Nói về sự hòa nhập văn hóa với Phát Diệm, giám mục Tùng cho biết tuy sinh trưởng tại miền Nam, ông lớn lên trong một giáo xứ có cách mục vụ theo kiểu miền Bắc và nói giọng Bắc. Ông xem hai yếu tố kể trên là một lợi thế, trong khi sự chuẩn bị đến giáo phận mới chỉ có lòng nhiệt thành và về mặt tinh thần. Về khó khăn khi đảm trách sứ vụ mới, ông cho biết chưa nghĩ đến, và khó khắn được mọi người lưu tâm nhiều nhất là khó khăn về thời tiết, tuy vậy ông tin rằng mình sẽ sớm thích nghi. Nói về trăn trở vì tình trạng sống đạo tại Phát Diệm, Giám mục Kiều Công Tùng cho biết ông sẽ tạo một nền tảng [đức tin] chắc chắn cho thiếu nhi, trong khi đồng hành cùng các di dân trẻ tuổi. Ông cũng mong rằng giáo phận Phát Diệm đón nhận và cộng tác với ông để phát triển giáo phận.

### Khẩu hiệu và huy hiệu

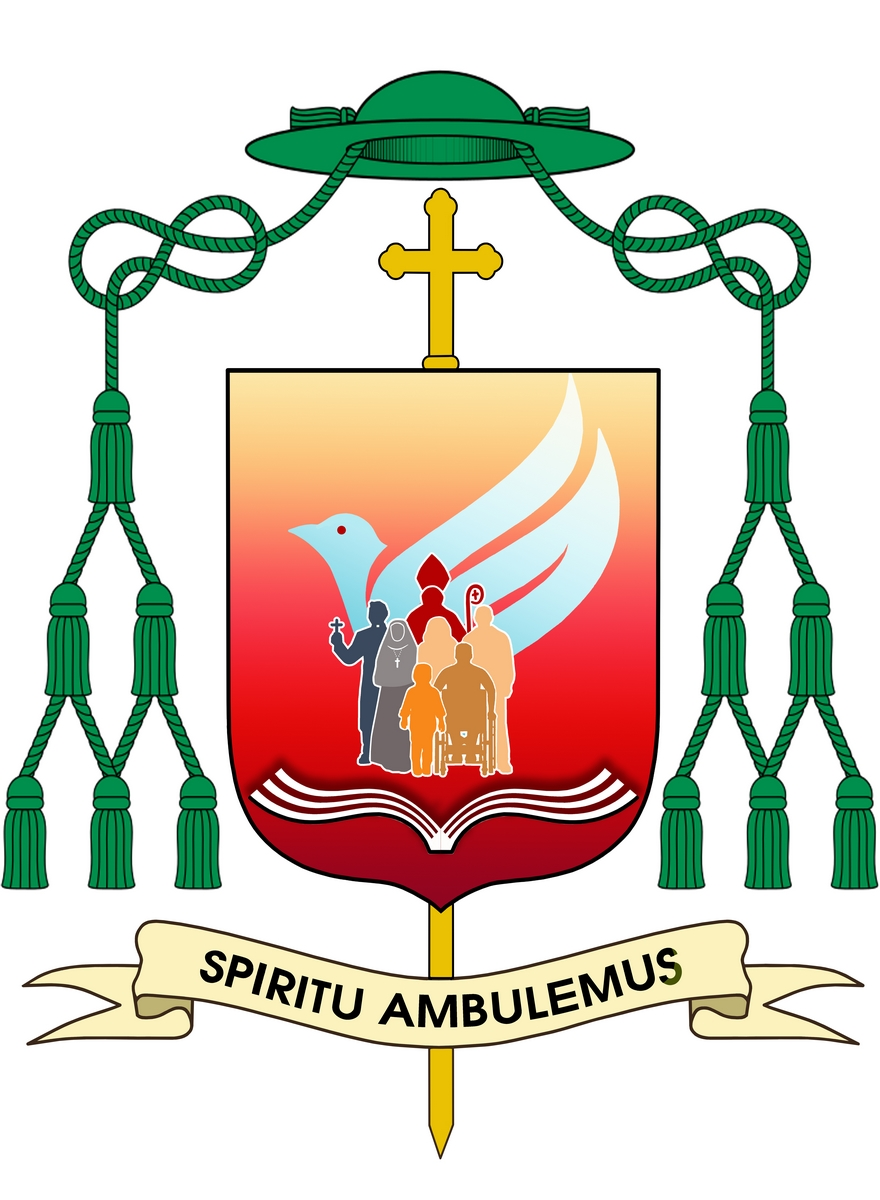
Huy hiệu Giám mục

Giám mục Tân cử chọn cho mình khẩu hiệu, ý tưởng từ thư thánh Phaolô gửi cho các tín hữu tại Galat, chương 5 câu 25: Nếu chúng ta sống nhờ Thần Khí, thì cũng hãy bước đi trong Thần Khí, vắn gọn là Đi trong Thần Khí (tiếng Latin: "Spiritu ambulemus"). Ông cho biết vì được bổ nhiệm chức giám mục trong bối cảnh Giáo hội trong một tiến trình "Hiệp hành", ông chọn khẩu hiệu theo tinh thần này. Ông cho biết ý tưởng câu khẩu hiệu “Cùng đi trong Thần Khí” là quyết tâm cá nhân của mình, và tin tưởng Chúa Thánh Thần sẽ luôn hiện diện, đồng hành và hướng dẫn ông trong vai trò Giám mục, một "công cụ" của Thiên Chúa. Thể hiệu qua câu khẩu hiệu này, ông mong muốn trong chức giám mục mình không những có thể quy tụ mà còn có thể hiệp hành với giáo dân. Sử dụng bút danh Cung Trầm, Giám mục Kiều Công Tùng sáng tác một bài thánh ca mới với chủ đề là chính khẩu hiệu này của ông, mang tên Đi trong Thần Khí. Bài nhạc này được chuẩn thuận dùng trong phụng tự Công giáo bởi Tổng giám mục Nguyễn Năng vào ngày 28 tháng 3 năm 2023. Cũng trong khoảng thời gian ngay sau việc bổ nhiệm, giám mục tân cử cũng sáng tác bài thánh ca Lễ dâng một đời.(1:14)
Hình ảnh huy hiệu của Giám mục Kiều Công Tùng, theo ông, gồm ba phần chính: cộng đoàn giáo hội "hiệp thông, có lời Chúa dẫn lối và Chúa Thánh Thần thúc đẩy". Huy hiệu có nền màu đỏ, biểu tượng cho máu các thánh tử đạo đã "gieo mần Đức Tin" cho cộng đoàn [tín đồ], hình ảnh nhóm người (từ logo của Hội đồng Giám mục Việt Nam cho năm mục vụ 2023) là biểu tượng cho sự hợp nhất của giáo dân tại Phát Diệm, và hình ảnh biểu tượng chim bồ câu có đôi cánh rực lửa đại diện cho Chúa Thánh Thần hiện diện và tác động cùng với biểu tượng quyển sách đại diện cho Lời Chúa.

### Chào đón, chúc mừng tại Phát Diệm và tỉnh Ninh Bình

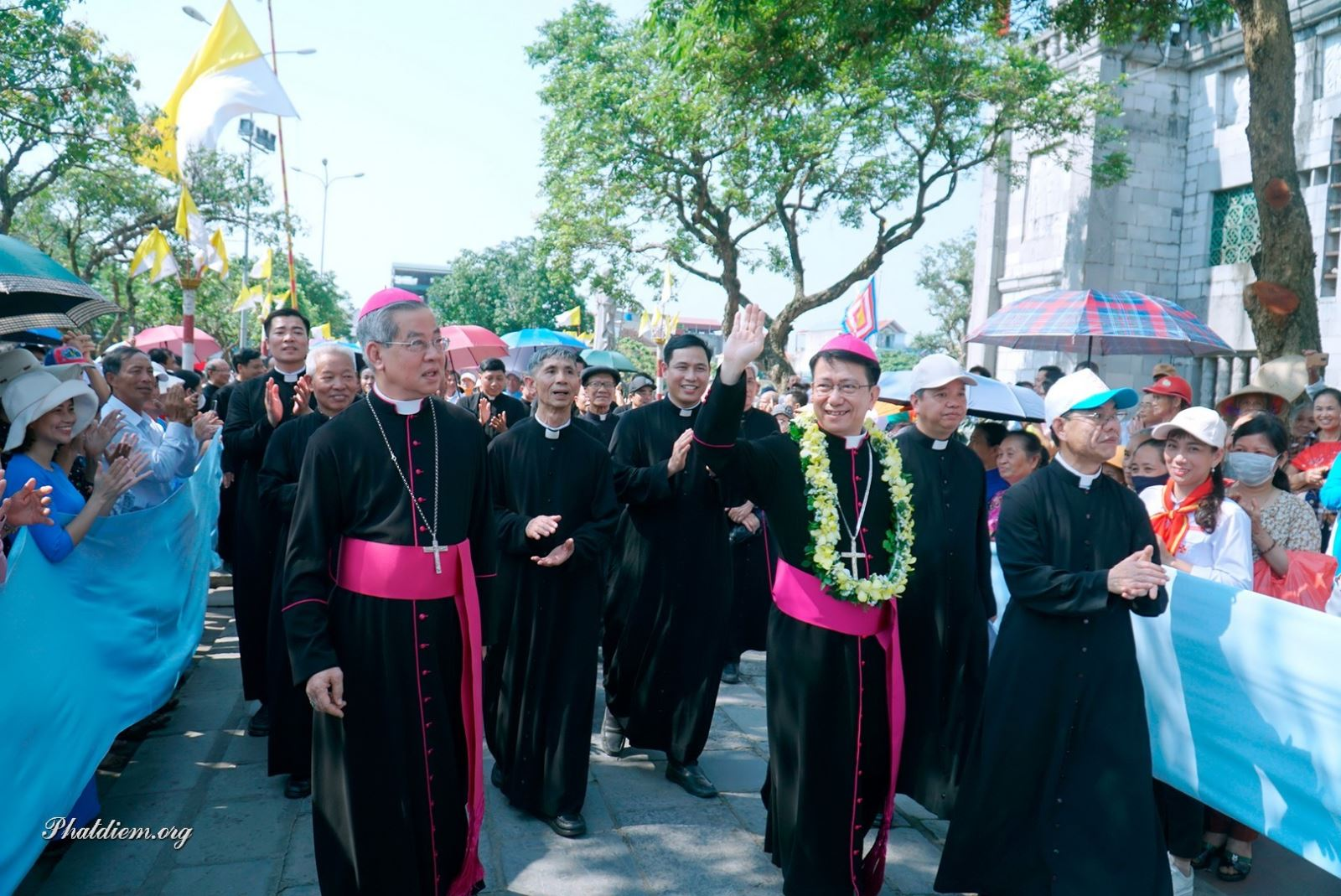
Buổi chào mừng Tân giám mục Kiều Công Tùng đến Phát Diệm sáng ngày 5 tháng 5 năm 2023

Giáo phận Phát Diệm chào đón Giám mục Tân cử Kiều Công Tùng đến giáo phận vào sáng ngày 5 tháng 5 năm 2023 tại Nhà thờ chính tòa Phát Diệm. Trước đó, chuyến bay chở Tổng giám mục Nguyễn Năng và Giám mục Tân cử đáp xuống Sân bay Nội Bài, Hà Nội, và đoàn đi theo con đường Quốc lộ 10 để đến giáo phận Phát Diệm. Cộng đoàn giáo dân Giáo phận Phát Diệm chào đón hai giám mục từ đầu đường Phát Diệm, trong khi ban tổ chức cũng cho bố trí chân dung giám mục Tân cử ở đảo tiểu cảnh giữa lòng hồ trước mặt tiền nhà thờ chính tòa. Trước khi vào nhà thờ, Giám mục Tân cử đã tiến hành nghi thức hôn đất nhận giáo phận. Trong buổi chào đón, Tổng giám mục Nguyễn Năng thông tin về tiến trình chọn giám mục mới cho giáo phận Phát Diệm đã kéo dài ba năm rưỡi, đồng thời nêu lý do về việc giám mục Tân cử không xuất thân từ linh mục đoàn giáo phận Phát Diệm. Tổng giám mục Nguyễn Năng bác bỏ nhiều tuyên bố cho rằng chính ông "đi tìm" giám mục mới và tuyên bố rằng việc chọn giám mục là không đơn giản. Tổng giám mục Năng cho biết sau khi ông rời Phát Diệm làm Tổng giám mục Tổng giáo phận Thành phố Hồ Chí Minh, nhiều linh mục và nữ tu giáo phận đã được hỏi để đề cử ứng viên cho chức giám mục Phát Diệm. Tổng giám mục bác bỏ giám mục tân cử là do đề xuất của ông và cho rằng việc bổ nhiệm đến từ kinh nghiệm và sau quá trình điều tra của Tòa Thánh. Giám mục Tân cử Kiều Công Tùng gửi lời cảm ơn mọi thành phần tín hữu giáo phận Phát Diệm đã hiện diện để đón chào tân giám mục. Sau các chia sẻ trong nhà thờ chính tòa, hai giám mục đã đến thắp hương tri ân tiền nhân tại Nhà truyền thống giáo phận Phát Diệm.
Sau khi đón tân giám mục đến giáo phận, Tổng giám mục Nguyễn Năng chỉ đạo ban tổ chức, vốn gồm 15 tiểu ban để chuẩn bị cho lễ tấn phong. Ba cuộc họp đã được tổ chức tại Tòa giám mục để lên kế hoạch cho lễ tấn phong tại quảng trường Phương Đình, nhà thờ chính tòa Phát Diệm. Khung sân khấu đã được tiến hành từ ngày 1 tháng 5 (trước khi giám mục tân cử đặt chân đến giáo phận). Ban kèn gồm chín giáo xứ trong giáo hạt Văn Hải đã chuẩn bị cho lễ đón tiếp cũng như lễ tấn phong từ ngày 13 tháng 4. Ca đoàn cho ngày lễ dự kiến gồm hơn 200 thành viên, gồm một số nữ tu.
Phái đoàn từ Tòa giám mục Phát Diệm, gồm Tổng giám mục Nguyễn Năng và Giám mục Tân cử có lịch và đã đến gặp mặt với Phó Chủ tịch Uỷ ban Nhân dân tỉnh Ninh Bình Tống Quang Thìn vào ngày 12 tháng 5 năm 2023 tại trụ sở tỉnh ủy Ninh Bình. Cũng trong ngày 12 tháng 5, một phái đoàn đại diện cho huyện Kim Sơn, tỉnh Ninh Bình cũng đã đến chào thăm giám mục Tân cử. Chiều cùng ngày, phái đoàn do Giám đốc và Phó Giám đốc Công an Ninh Bình đến thăm và chúc mừng tân giám mục tại Tòa giám mục Phát Diệm. Cũng trong chiều cùng ngày, một phái đoàn đại diện cho Tỉnh Uỷ, Hội đồng Nhân dân và ủy ban Nhân dân tỉnh Ninh Bình cũng đến thăm và chúc mừng tân giám mục tại Tòa giám mục Phát Diệm. Đoàn do Bí thư tỉnh Đoàn Minh Huấn dẫn đầu. Phái đoàn Ban Tôn giáo Chính phủ Việt Nam do ông Phó trưởng bản Nguyễn Tiến Trọng cũng đến chúc mừng vào chiều ngày 12 tháng 5.

### Tuyên xưng Đức Tin, Lễ tấn phong và tạ ơn

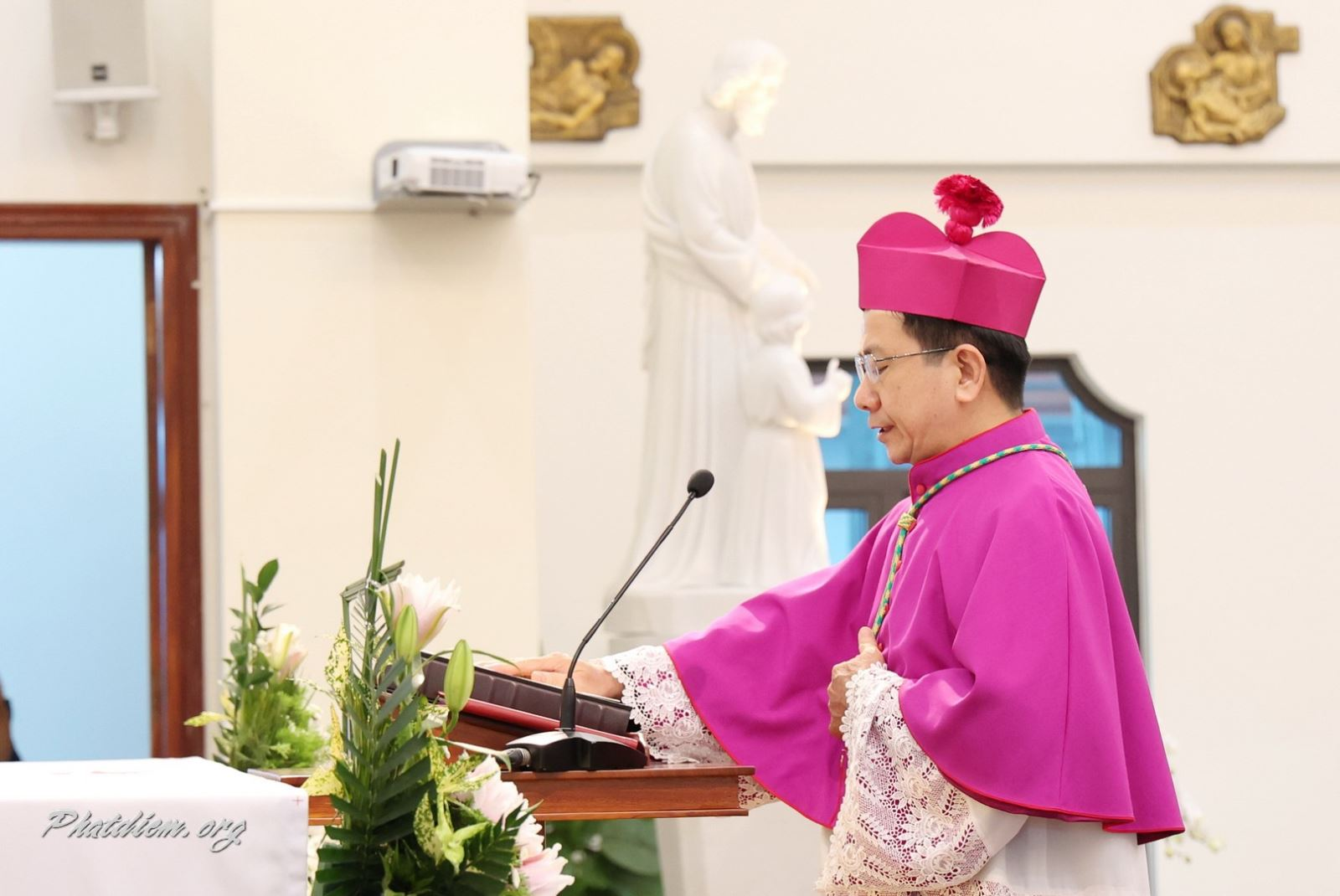
Nghi thức Tuyên xưng Đức Tin

Nghi thức Tuyên xưng Đức Tin được cử hành vào chiều ngày 15 tháng 5 tại Nhà nguyện Tòa giám mục Phát Diệm và được giáo phận truyền hình trực tiếp, đúng như thông báo trước đó. Nghi thức Tuyên xưng được chủ sự bởi Giám mục chính tòa Giáo phận Thái Bình Đa Minh Đặng Văn Cầu. Tổng giám mục Đại diện Tòa Thánh không thường trú tại Việt Nam Marek Zalewski đã ký xác nhận nghi thức. Nghi thức Tuyên xưng được cử hành trong giờ kinh chiều, còn có sự tham dự của Hồng y Nguyễn Văn Nhơn, Tổng giám mục Nguyễn Năng, 13 giám mục, linh mục, chủng sinh, tu sĩ và giáo dân từ nhiều giáo phận. Thân nhân và thân mẫu giám mục Tân cử cũng có mặt trong buổi nghi thức này. Cũng trong buổi nghi thức, các biểu tượng và phẩm phục của [tân] giám mục.

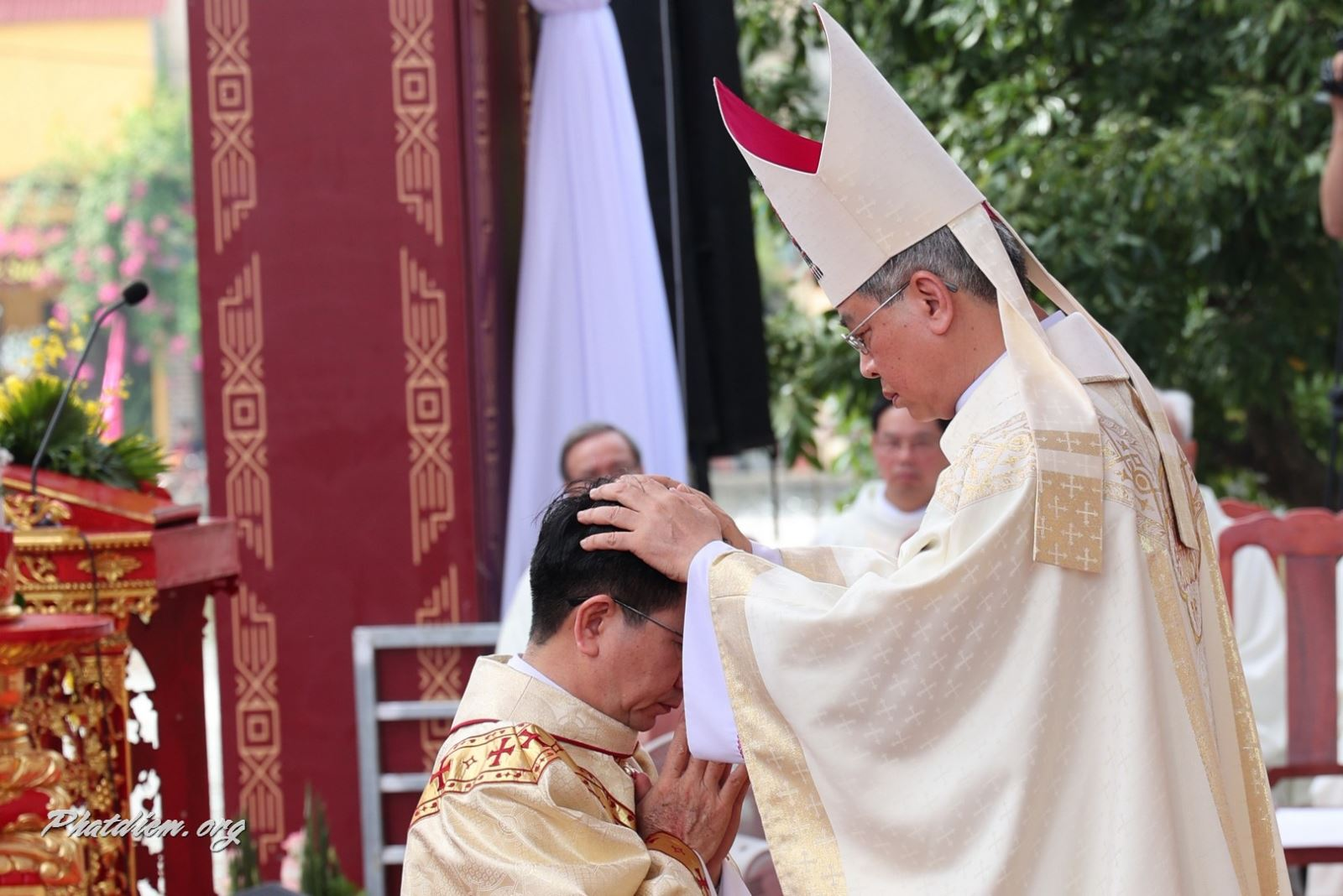
Nghi thức Truyền chức Giám mục

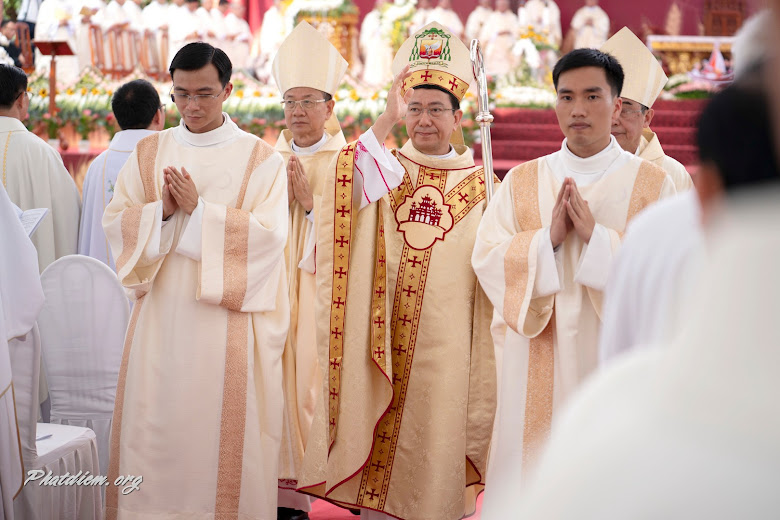
Nghi thức Chúc lành của Tân Giám mục

Tân Giám mục Kiều Công Tùng, do chưa được truyền chức giám mục, có thể tổ chức hai lễ truyền chức và nhậm chức riêng biệt. Tuy vậy, do để thuận tiện cho việc tổ chức và tham dự, hai nghi lễ này được thực hiện chung trong lễ truyền chức (tấn phong). Lễ tấn phong cho Giám mục Tân cử Kiều Công Tùng dự kiến được tổ chức vào lúc 7 giờ ngày 16 tháng 5 năm 2023 tại Nhà thờ chính tòa Phát Diệm. Các chi tiết liên quan đến buổi lễ này sẽ được thông báo sau, theo bản tin sau khi đoàn Phát Diệm đến thăm Giám mục Tân cử tại Tòa Tổng giám mục Thành phố vào cuối tháng 3 năm 2023. Lễ truyền chức Giám mục được truyền hình trực tiếp, theo thông báo của Ban Truyền thông giáo phận Phát Diệm. Lễ tấn phong Giám mục cho giám mục Kiều Công Tùng là lễ truyền chức đầu tiên trong một loạt các lễ tấn phong giám mục cho ba giám mục tân cử của Giáo hội Công giáo tại Việt Nam trong tháng 5 và tháng 6 năm 2023.
Nghi thức truyền chức được cử hành bởi Chủ phong là Tổng giám mục Giuse Nguyễn Năng, Giám quản Tông Tòa Phát Diệm và hai giám mục phụ phong, gồm Louis Nguyễn Anh Tuấn, giám mục Chính tòa Giáo phận Hà Tĩnh và giám mục Phêrô Huỳnh Văn Hai, giám mục Chính tòa giáo phận Vĩnh Long. Bài giảng lễ được thực hiện bởi Giám mục Giuse Đỗ Quang Khang, Giám mục phó Giáo phận Bắc Ninh. Đồng tế và tham dự buổi lễ còn có Đại diện Tòa Thánh không thường trú tại Việt Nam Marek Zalewski, Hồng y Phêrô Nguyễn Văn Nhơn, 25 giám mục Việt Nam, khoảng 200 linh mục, chủng sinh, tu sĩ nam nữ, giáo dân và các khách mời. Trong lời cảm tạ, tân giám mục bày tỏ tâm tình gần gũi và hợp nhất với giáo dân Phát Diệm và mời gợi họ cộng tác tiếp tục thực hiện các chương trình chung của giáo phận, cũng như thực hiện ba ước mơ của vị tiền nhiệm–Giám mục Nguyễn Năng, gồm: lắng nghe và sống lời Chúa, yêu thương hiệp nhất và hăng say sống Tin Mừng.
Cũng trong ngày lễ tấn phong, các lãnh đạo tỉnh Hòa Bình đã đến chúc mừng cho cá nhân tân giám mục và các tín hữu Công giáo tại Giáo phận Phát Diệm. Dẫn đầu đoàn là ông Bùi Tiến Lực, Trưởng ban Dân vận và Chủ tịch Uỷ ban Mặt Trận Tổ Quốc Việt Nam tỉnh Hòa Bình, đại diện cho Tỉnh ủy, Hội đồng và Uỷ ban Nhân dân, cũng như Uỷ ban Mặt trận Tổ Quốc tỉnh. Cũng trong đoàn đến chức mừng có các đại diện và lãnh đạo từ Sở Nội vụ, Công an tỉnh Hòa Bình, Uỷ ban Nhân dân các huyện Yên Thủy, Lạc Thủy.
Tân giám mục Kiều Công Tùng tổ chức lễ tạ ơn và cầu nguyện cho sứ vụ giám mục của mình tại Giáo xứ Cao Thái, Tổng giáo phận Thành phố Hồ Chí Minh (20 tháng 5) và tại Nhà thờ chính tòa Đức Bà Sài Gòn (21 tháng 5).

### Mục vụ
Tham dự kỳ họp thường niên lần thứ I năm 2023 của Hội đồng Giám mục Việt Nam, Giám mục Tân cử Kiều Công Tùng chủ sự nghi thức Chầu Thánh Thể trong khuôn khổ việc kết thúc ngày thứ 2 của kỳ họp vào chiều ngày 19 tháng 4 năm 2023. Trong thông báo đề ngày 16 tháng 5 năm 2023, Giám mục Kiều Công Tùng cho biết sẽ giữ nguyên các chức vụ của các linh mục trong giáo phận Phát Diệm cho đến khi có thông báo mới. Chánh Văn phòng Tòa giám mục Phát Diệm Phạm Văn Thịnh ấn ký thông báo.
Tại Tổng giáo phận Thành phố Hồ Chí Minh, chia sẻ trong lễ tạ ơn ngày 21 tháng 5, Giám mục Kiều Công Tùng cho biết sẽ tiếp tục việc bàn giao sứ vụ vốn chưa hoàn tất tại Tổng giáo phận trong vài ngày sắp đến. Giám mục Tùng chính thức cử hành lễ khởi đầu sứ vụ nhân dịp lễ Chúa Thánh Thần Hiện Xuống ngày 28 tháng 5 tại Nhà thờ chính tòa Phát Diệm.
Giám mục Kiều Công Tùng có cuộc gặp với các chủng sinh giáo phận vào ngày 5 tháng 6, và linh mục đoàn giáo phận nhân dịp tĩnh tâm tháng vào ngày 6 tháng 6. Nhân cuộc tĩnh tâm này, giám mục Tùng có cuộc gặp với các linh mục quản hạt, trưởng và phó các ban ngành và đoàn thể tại giáo phận để nắm bắt tình hình. Nhằm nắm bắt tình hình và địa bàn giáo phận, nửa cuối tháng 6 năm 2023, Giám mục Kiều Công Tùng có các chuyến thăm viếng mỗi giáo hạt một ngày. Ông đã đến thăm các giáo hạt Bạch Liên (14 tháng 6), Ninh Bình (15 tháng 6), Đồng Chưa (16 tháng 6), Cách Tâm (20 tháng 6), Phúc Nhạc (21 tháng 6), Tôn Đạo (22 tháng 6), Văn Hải (23 tháng 6), Vô Hốt (30 tháng 6).
Trong khuôn khổ buổi Huấn đức ngày 23 tháng 10 năm 2023 tại Đại chủng viện Thánh Giuse Sài Gòn, Giám mục Kiều Công Tùng chia sẻ về việc mục vụ tại Phát Diệm. Giám mục Tùng cho biết Phát Diệm là một giáo phận đón nhận Công giáo lâu đời, tuy vậy tỉ lệ giáo dân trong giáo phận không đồng đều, ở một số vùng trên 90%, trong khi đó một số vùng chỉ khoảng 1-2% tổng số người dân là giáo dân Công giáo. Do đó, giám mục cho biết công tác mục vụ vừa là chăm sóc cho giáo dân Công giáo, vừa phải thúc đẩy công tác truyền giáo.

## Tông truyền
Giám mục Phêrô Kiều Công Tùng được tấn phong giám mục năm 2023, thời Giáo hoàng Phanxicô, bởi:
- Giám mục Chủ phong: Giuse Nguyễn Năng, Tổng giám mục Tổng Giáo phận Thành phố Hồ Chí Minh, Chủ tịch Hội đồng Giám mục Việt Nam.
- Hai giám mục Phụ phong: Giám mục Louis Nguyễn Anh Tuấn, Giám mục Chính tòa Giáo phận Hà Tĩnh và Phêrô Huỳnh Văn Hai, Giám mục Chính tòa Giáo phận Vĩnh Long.

Dưới đây là sơ đồ tính Tông truyền từ giám mục Việt Nam đầu tiên được giám mục ngoại quốc chủ phong cho đến đời Giám mục Kiều Công Tùng.